# 背斑長眉䲁
背斑長眉䲁（學名：[Hirculops cornifer] 错误：{{Lang}}：文本有斜体标记（帮助）），為輻鰭魚綱鳚形目䲁科長眉䲁屬的一種，分布於西印度洋紅海至南非龐多蘭海域，本魚體延長，稍側扁，頭鈍短，頭頂無冠膜，眼上有觸鬚且分支，前2個背棘的膜之間有黑斑，雌魚臀鰭有斑點，雄魚臀鰭均勻呈暗色，身體有帶狀和斑點，腹鰭前有2個暗色斑點，背鰭硬棘12枚、背鰭軟條18-21枚、臀鰭硬棘2枚、臀鰭軟條20-23枚，體長可達6公分，棲息在沿海淺水域，雌魚產附著性卵，雄魚有護卵行為，幼魚為浮游性，生活習性不明。